# Neoclytus pallidicornis
Neoclytus pallidicornis là một loài bọ cánh cứng trong họ Cerambycidae.